# أكبر أباد (آق التين)
أکبر أباد (بالفارسية: اکبرآباد) هي قرية تقع في إيران في غلستان. يقدر عدد سكانها بـ 120 نسمة بحسب إحصاء 2016.